# 宮本隆治の歌謡ポップス☆一番星
『宮本隆治の歌謡ポップス☆一番星～演歌・歌謡曲情報バラエティ～』（みやもとりゅうじのかようポップスいちばんぼし えんかかようきょくじょうほうバラエティ）は、歌謡ポップスチャンネルで2012年7月14日から放送されている音楽番組。司会は宮本隆治。アシスタントは櫻田彩子、大久保涼香を経て、2017年7月からは相田翔子が務める。

## 概要
宮本隆治司会の演歌・歌謡曲情報バラエティ番組。

毎回、豪華歌手をゲストに迎え、フルコーラスの歌唱ステージやトークを繰り広げる。

リニューアル後は、アシスタントに相田翔子を迎え、ゲストの音楽のルーツやヒット曲にまつわるエピソードなど、より音楽性にクローズアップした内容で放送。

## 出演者 エピソード
- 第1話：石川さゆり
- 第2話：山本譲二＆城之内早苗
- 第3話：北山たけし
- 第4話：瀬川瑛子
- 第5話：大川栄策
- 第6話：小柳ルミ子
- 第7話：川中美幸
- 第8話：大月みやこ
- 第9話：堀内孝雄
- 第10話：鳥羽一郎
- 第11話：渥美二郎
- 第12話：小林幸子
- 第13話：島倉千代子
- 第14話：森昌子
- 第15話：新沼謙治
- 第16話：ビリー・バンバン
- 第17話：吉幾三
- 第18話：五木ひろし
- 第19話：松平健
- 第20話：西郷輝彦
- 第21話：ジェロ
- 第22話：坂本冬美
- 第23話：水前寺清子
- 第24話：山川豊
- 第25話：秋元順子
- 第26話：松原のぶえ
- 第27話：香西かおり
- 第28話：美川憲一
- 第29話：伍代夏子
- 第30話：長山洋子
- 第31話：原田悠里
- 第32話：冠二郎
- 第33話：中村美律子
- 第34話：マルシア
- 第35話：山内惠介
- 第36話：総集編
- 第37話：新春！新年会　吉幾三　鳥羽一郎　山本譲二　香西かおり
- 第38話：天童よしみ
- 第39話：八代亜紀
- 第40話：水森かおり
- 第41話：鶴岡雅義と東京ロマンチカ
- 第42話：角川博
- 第43話：北島三郎スペシャル（前編）
- 第44話：北島三郎スペシャル（後編）
- 第45話：千昌夫
- 第46話：森昌子
- 第47話：五木ひろし
- 第48話：石原詢子
- 第49話：夏川りみ
- 第50話：神野美伽
- 第51話：藤あや子
- 第52話：鳥羽一郎
- 第53話：クミコ
- 第54話：大月みやこ
- 第55話：山本譲二
- 第56話：海援隊
- 第57話：ジュディ・オング
- 第58話：増位山太志郎
- 第59話：美川憲一
- 第60話：北原ミレイ
- 第61話：田川寿美
- 第62話：秋川雅史
- 第63話：堀内孝雄
- 第64話：サーカス
- 第65話：坂本冬美
- 第66話：弦哲也
- 第67話：中村美律子
- 第68話：北山たけし
- 第69話：山川豊・水森かおり
- 第70話：伍代夏子
- 第71話：小林幸子
- 第72話：三田明
- 第73話：キム・ヨンジャ
- 第74話：福田こうへい
- 第75話：森進一
- 第76話：荒木とよひさ
- 第77話：新沼謙治
- 第78話：美川憲一
- 第79話：瀬川瑛子
- 第80話：2015年　総集編①
- 第81話：2015年　総集編②
- 第82話：田川寿美・氷川きよし
- 第83話：弘田三枝子
- 第84話：冠二郎
- 第85話：門倉有希
- 第86話：川中美幸
- 第87話：角川博
- 第88話：大川栄策
- 第89話：ペギー葉山
- 第90話：大泉逸郎
- 第91話：ジェロ
- 第92話：長山洋子
- 第93話：吉幾三
- 第94話：錦野旦
- 第95話：松原のぶえ
- 第96話：細川たかし
- 第97話：島津亜矢
- 第98話：橋幸夫
- 第99話：渡辺真知子
- 第100話：第100回記念 名曲コレクション
- 第101話：八代亜紀
- 第102話：布施明
- 第103話：三船和子
- 第104話：2016年 総集編１
- 第105話：2016年 総集編２
- 第106話：杉良太郎
- 第107話：三山ひろし
- 第108話：クミコ
- 第109話：黛ジュン
- 第110話：伊藤咲子
- 第111話：加藤登紀子
- 第112話：中条きよし
- 第113話：菅原洋一
- 第114話：福田こうへい
- 第115話：香西かおり
- 第116話：沢田知可子
- 第117話：リニューアル記念スペシャル前編
- 第118話：リニューアル記念スペシャル後編
- 第119話：石川さゆり
- 第120話：藤あや子
- 第121話：水森かおり スペシャル前編
- 第122話：水森かおり スペシャル後編
- 第123話：中村美律子
- 第124話：長山洋子
- 第125話：ジャッキー吉川とブルーコメッツ
- 第126話：瀬川瑛子
- 第127話：2017年 総集編①
- 第128話：2017年 総集編②
- 第129話：和田アキ子５０周年スペシャル 前編
- 第130話：和田アキ子５０周年スペシャル 後編
- 第131話：三山ひろし
- 第132話：川中美幸
- 第133話：角川博
- 第134話：美川憲一
- 第135話：丘みどり
- 第136話：小林幸子
- 第137話：奥村チヨ
- 第138話：クミコ
- 第139話：前川清 前編
- 第140話：前川清 後編
- 第141話：新沼謙治
- 第142話：秋元順子
- 第143話：福田こうへい
- 第144話：伍代夏子
- 第145話：堀内孝雄
- 第146話：神野美伽
- 第147話：五木ひろしスペシャル 前篇
- 第148話：五木ひろしスペシャル 後編
- 第149話：北山たけし
- 第150話：石原詢子
- 第151話：2018年 総集編①
- 第152話：2018年 総集編②
- 第153話：純烈おめでとうSP
- 第154話：増位山太志郎
- 第155話：マルシア
- 第156話：市川由紀乃
- 第157話：八代亜紀
- 第158話：麻倉未稀
- 第159話：竹島宏
- 第160話：鳥羽一郎
- 第161話：大月みやこ55周年スペシャル（前編）
- 第162話：大月みやこ55周年スペシャル（後編）
- 第163話：冠二郎
- 第164話：香西かおり
- 第165話：由紀さおり50年記念スペシャル（前編）
- 第166話：由紀さおり50年記念スペシャル（後編）
- 第167話：林部智史
- 第168話：野口五郎
- 第169話：吉幾三
- 第170話：ANNA（中村あゆみ＆相川七瀬）
- 第171話：北島兄弟(北山たけし&大江裕)
- 第172話：森口博子
- 第173話：大泉逸郎
- 第174話：辰巳ゆうと
- 第175話：2019年 総集編①
- 第176話：2019年 総集編②
- 第177話：山本譲二
- 第178話：渥美二郎
- 第179話：北原ミレイ
- 第180話：鏡五郎
- 第181話：城之内早苗
- 第182話：山内惠介２０周年スペシャル前編
- 第183話：山内惠介２０周年スペシャル後編
- 第184話：島津亜矢３５周年スペシャル前編
- 第185話：島津亜矢３５周年スペシャル後編
- 第186話：2020年上半期総集編
- 第187話：小金沢昇司
- 第188話：日野美歌
- 第189話：杜このみ
- 第190話：丘みどり
- 第191話：小田純平
- 第192話：福田こうへい
- 第193話：水森かおり２５周年記念スペシャル 前編
- 第194話：水森かおり２５周年記念スペシャル 後編＆宮本隆治古希祝い特別編
- 第195話：松村和子
- 第196話：八代亜紀５０周年記念スペシャル 前編
- 第197話：八代亜紀５０周年記念スペシャル 後編
- 第198話：門倉有希
- 第199話：2020年下半期総集編
- 第200話：放送200回記念スペシャル前編 小林幸子、 鳥羽一郎、 市川由紀乃
- 第201話：放送200回記念スペシャル後編 小林幸子、 鳥羽一郎、 市川由紀乃
- 第202話：川中美幸
- 第203話：椎名佐千子
- 第204話：松原のぶえ
- 第205話：石川さゆりスペシャル（前編）
- 第206話：石川さゆりスペシャル（後編）
- 第207話：岩崎宏美スペシャル（前編）
- 第207話：岩崎宏美スペシャル（後編）